# Клещув (гмина)
Клещув (пол.  Kleszczów) — сельская гмина (волость) в Польше, входит как административная единица в Белхатувский повет, Лодзинское воеводство. Население — 3915 человек (на 2004 год).

## Солецтва
1. Антонювка
2. Волица
3. Дембина
4. Жлобница
5. Камень
6. Клещув
7. Ленкиньско
8. Лущановице
9. Роговец
10. Чижув

## Населённые пункты, не имеющие статуса солецтва
1. Адамув
2. Билгорай
3. Богумилув
4. Воля-Гжималина
5. Домброва
6. Каролюв
7. Колёня-Лущановице
8. Коцелизна
9. Подвинек
10. Слок-Первши
11. Стефановизна
12. Фаустынув

## Соседние гмины
Белхатувский повет:
1. Гмина Белхатув
2. Гмина Клюки
3. Гмина Щерцув

Радомщанский повет:
1. Гмина Добрышице
2. Гмина Каменьск
3. Гмина Льгота-Велька
4. Гмина Сульмежице